# فيتوريو غاسمان
فيتوريو غاسمان (بالإيطالية: Vittorio Gassman)‏ كاتب وممثل ومخرج ايطالي يهودي من اصل ألماني، ولد في جنوة عام 1922 ، وانتقل إلى روما ودرس اكاديمية سيلفيو داميكو.

## روابط خارجية
- فيتوريو غاسمان على موقع IMDb (الإنجليزية)
- فيتوريو غاسمان على موقع روتن توميتوز (الإنجليزية)
- فيتوريو غاسمان على موقع مونزينجر (الألمانية)
- فيتوريو غاسمان على موقع ألو سيني (الفرنسية)
- فيتوريو غاسمان على موقع ميوزك برينز (الإنجليزية)
- فيتوريو غاسمان على موقع تيرنر كلاسيك موفيز (الإنجليزية)
- فيتوريو غاسمان على موقع أول موفي (الإنجليزية)
- فيتوريو غاسمان على موقع قاعدة بيانات الأفلام السويدية (السويدية)
- فيتوريو غاسمان على موقع إن إن دي بي (الإنجليزية)
- فيتوريو غاسمان على موقع ديسكوغز (الإنجليزية)